# Superficie de Enneper

Una porción de la superficie de Enneper.

En matemáticas, en los campos de la geometría diferencial y geometría algebraica, la superficie de Enneper es una superficie que se auto-intersecciona y que puede ser descrita paramétricamente por:
{\displaystyle x=u(1-u^{2}/3+v^{2})/3,\ }
{\displaystyle y=-v(1-v^{2}/3+u^{2})/3,\ }
{\displaystyle z=(u^{2}-v^{2})/3.\ }
Fue introducida en 1864 por Alfred Enneper en conexión con la teoría de la superficie minimal.
La parametrización de Weierstraß-Enneper es muy simple, {\displaystyle f(z)=1,g(z)=z}, y la forma paramétrica real se puede calcular de ella. La superficie está conjugada consigo misma.
Se pueden usar métodos de implicitación de geometría algebraica para encontrar los puntos de la superficie de Enneper dados arriba que satisfagan la ecuación polinómica de grado 9:
{\displaystyle 64z^{9}-128z^{7}+64z^{5}-702x^{2}y^{2}z^{3}-18x^{2}y^{2}z+144(y^{2}z^{6}-x^{2}z^{6})\ }
{\displaystyle {}+162(y^{4}z^{2}-x^{4}z^{2})+27(y^{6}-x^{6})+9(x^{4}z+y^{4}z)+48(x^{2}z^{3}+y^{2}z^{3})\ }
{\displaystyle {}-432(x^{2}z^{5}+y^{2}z^{5})+81(x^{4}y^{2}-x^{2}y^{4})+240(y^{2}z^{4}-x^{2}z^{4})-135(x^{4}z^{3}+y^{4}z^{3})=0.\ }
Dualmente, el plano tangente en el punto con los parámetros dados es {\displaystyle a+bx+cy+dz=0,\ } donde:
{\displaystyle a=-(u^{2}-v^{2})(1+u^{2}/3+v^{2}/3),\ }
{\displaystyle b=6u,\ }
{\displaystyle c=6v,\ }
{\displaystyle d=-3(1-u^{2}-v^{2}).\ }
Sus coeficientes satisfacen la ecuación polinómica de grado seis implícita:
{\displaystyle 162a^{2}b^{2}c^{2}+6b^{2}c^{2}d^{2}-4(b^{6}+c^{6})+54(ab^{4}d-ac^{4}d)+81(a^{2}b^{4}+a^{2}c^{4})\ }
{\displaystyle {}+4(b^{4}c^{2}+b^{2}c^{4})-3(b^{4}d^{2}+c^{4}d^{2})+36(ab^{2}d^{3}-ac^{2}d^{3})=0.\ }
El jacobiano, la curvatura de Gauss y la curvatura media son:
{\displaystyle J=(1+u^{2}+v^{2})^{4}/81,\ }
{\displaystyle K=-(4/9)/J,\ }
{\displaystyle H=0.\ }
La curvatura total es {\displaystyle -4\pi }. Osserman probó que una superficie minimal completa en {\displaystyle \mathbb {R} ^{3}} con una curvatura total de {\displaystyle -4\pi } es o bien el catenoide o la superficie de Enneper.
Otra propiedad es que todas las superficies de Bézier minimales bicúbicas, hasta una transformación afín, son trozos de esta superficie.
Se puede generalizar a órdenes de simetría rotacional mayores usando la parametrización de Weierstraß–Enneper {\displaystyle f(z)=1,g(z)=z^{k}} para enteros  k>1. Puede ser generalizada para mayores dimensiones; en {\displaystyle \mathbb {R} ^{n}} (hasta n 7) se conocen superficies similares a la superficie de Enneper.